# Abelitz (Südbrookmerland)
Das Dorf Abelitz gehört seit der Gemeindegebietsreform vom 1. Juli 1972 zum Ortsteil Uthwerdum der Gemeinde Südbrookmerland im Landkreis Aurich in Ostfriesland. Ortsvorsteher ist Jakobus Jakobs (SPD).
Es wird von dem namensgleichen Fluss bzw. Tief Abelitz durchflossen. Dessen Name wird als tautologische Zusammensetzung des urgermanischen Wortes apa (=Gewässer) mit dem friesischen Appellativ Letzte (=Fließwasser) gedeutet. Von großer Bedeutung ist auch der Abelitz-Moordorf-Kanal, der Südbrookmerland in Richtung Ems entwässert.
In Abelitz wurde 1906 ein Bahnhof erbaut, der lange Zeit in Ostfriesland eine wichtige Umsteigestation von der Emslandstrecke zur Bahnstrecke nach Aurich darstellte. Hier wurden Kurswagen umgehängt, die zur ostfriesischen Regierungshauptstadt Aurich geleitet wurden, während der Hauptzug von Emden kommend weiter nach Norden-Norddeich fuhr. So gab es zum Beispiel Kurswagen zwischen Aurich und Berlin.

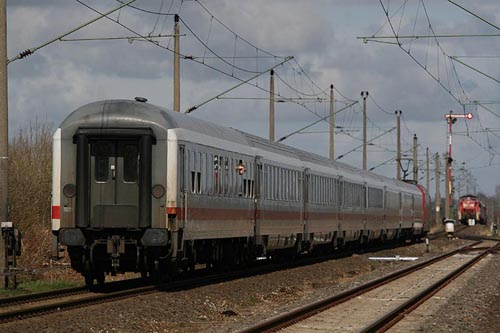
Ausweiche in Abelitz mit einem wartenden IC, rechts erkennbar die Weiche nach Aurich

Der letzte Personenzug hielt 1967. Der Güterverkehr wurde noch bis 30. April 1996 aufrechterhalten. Die Bahnhofsgleise dienen jetzt als Ausweichgleis für sich begegnende Züge auf der eingleisigen Verbindung zwischen Emden und Norden. Es existiert nur ein kleiner Betriebsbahnhof mit einem Stellwerk. Die Weiche zum Abzweig Aurich wurde 2006 erneuert und diente bis Anfang 2008 dem Bauzugverkehr bei dem Projekt (Bahnstrecke Abelitz–Aurich#Reaktivierung der Strecke). Am 4. April 2008 wurde die Eisenbahnstrecke in die Kreisstadt offiziell wiedereröffnet. Ab dem 14. April 2008 verkehren wieder regelmäßige Güterzüge von der Kreisstadt nach Emden. Hauptnutzer der Verbindung ist der Auricher Windenergieanlagenproduzent Enercon.
Am 5. April 2008 befuhr die Museumseisenbahn Küstenbahn Ostfriesland e. V. mit ihrem Museumszug als erster Personenzug seit vielen Jahren die neue Strecke nach Aurich.